# Villa Elaine
Villa Elaine (1998) è un album della band statunitense Remy Zero.

## Il disco
Villa Elaine è il secondo album del gruppo Remy Zero. Uscito nel 1998, al contrario del lavoro precedente, fu molto acclamato sia da critica che dal pubblico internazionale. Composto da undici tracce (più una fantasma), i suoi toni sono quelli piuttosto tipici delle giovani band emergenti americane composte da chitarra, basso elettrico e percussioni. Alcune tracce si allontanano però dai canoni abbracciando sonorità più oscure, come Gramarye, o trasformandosi in ballate romantiche, come Life in Rain o Fair.
Dall'album diverse tracce sono state utilizzate come colonna sonora in film più o meno famosi:
- Prophecy - nel film Kiss Me
- Fair - nel film La mia vita a Garden State
- Gramarye - nel film Stigmate
- Hermes Bird - nella serie televisiva Felicity

## Tracce
1. Hermes Bird – 3:56
2. Prophecy – 3:24
3. Life in Rain – 3:36
4. Hollow – 6:21
5. Problem – 3:29
6. Whither Vulcan – 4:13
7. Gramarye – 5:16
8. Yellow Light – 4:03
9. Motorcycle – 3:38
10. Fair – 3:56
11. Goodbye Little World – 13:29

Goodbye Little World nasconde una bonus track al termine.